# Nèstor Makhnò
Nèstor Makhnò (ucraïnès: Не́стор Іва́нович Махно́)  (Huliaipole, 7 de novembre de 1888 - París, 25 de juliol de 1934), nom complet amb patronímic Nèstor Ivànovitx Makhnò, fou un revolucionari anarquista o anarcocomunista i líder guerriller ucraïnès que es va negar a unir-se als bolxevics després de la Revolució d'Octubre.
Va nàixer el 27 d'octubre del 1889 al poble d'Huliai-Pole o Hulaipole (Гуляйпо́ле), aleshores districte d'Alexandrovsk de la gubèrnia de Iekaterinonlav a Ucraïna, avui a l'óblast de Zaporíjia.
Makhnò pertanyia a una família de camperols pobres i el seu pare es va morir poc després que ell nasqués, per això va haver de contribuir al manteniment de la seva família (la seva mare i quatre germans molt joves); a 7 anys, feia feina de pastor de vaques i ovelles a l'estiu i anava a l'escola local a l'hivern. Després de rebre una petita instrucció, a 12 anys va començar a fer feina com a peó a les granges dels colons alemanys que proliferaven en aquella època a Ucraïna. Des d'aquell moment, ja va començar a compartir el seu odi cap a les injustícies comeses pels senyors i patrons amb un grup de peons i camperols.
Amb 16 anys, participà en la revolució del 1905 i després de contactar amb diferents grups de caràcter polític s'implica en el moviment llibertari realitzant perilloses missions. El 1908, les autoritats tsaristes l'empresonen i és condemnat a la forca per estar associat amb anarquistes i per participació en actes terroristes, però a causa de la seva joventut la condemna fou commutada per la de presó perpètua. El traslladen a la presó central de Moscou, allà aprofita la seva gran biblioteca i fa amistat amb Piotr Arxínov, condemnat a treballs forçats; aquest ajuda Makhnò a instruir-se en diverses matèries. Sotmès a un dur règim pel seu esperit rebel i les seves protestes, contreu una afecció pulmonar. El 1917 és alliberat, amb tots els presos polítics, per la insurrecció del proletariat a Moscou.
Quan va tornar a Huliai-Pole, va començar a desplegar una activitat militant incansable. Entre altres coses, ajuda a organitzar l'expropiació de la propietat de capitalistes i terratinents. A l'estiu del 1917, durant el govern d'Aleksandr Kérenski a Rússia, fou president del soviet local, de la unió de camperols regional i de la unió professional d'obrers metal·lúrgics i fusters.
A principis de 1918, el nou govern dels bolxevics a Rússia signa el tractat de Brest-Litovsk que fa les paus amb les potències centrals, però cedeix grans quantitats de terreny, incloent-hi Ucraïna. La gent que viu a Ucraïna no vol ser governada per les potències centrals, de manera que es rebel·la. Es formen escamots d'obrers i camperols que emprenen la guerra contra els alemanys i els austríacs que volien ocupar Ucraïna. Aquesta rebel·lió aviat va prendre un to anarquista i de caràcter polític. Nèstor Makhnò era un dels organitzadors principals d'aquests grups partisans; aquests grups es van unir per formar l'Exèrcit Revolucionari d'Insurrecció d'Ucraïna, també anomenat Exèrcit Negre (perquè aquest va lluitar sota la bandera negra, la bandera anarquista), o també makhnovistes.

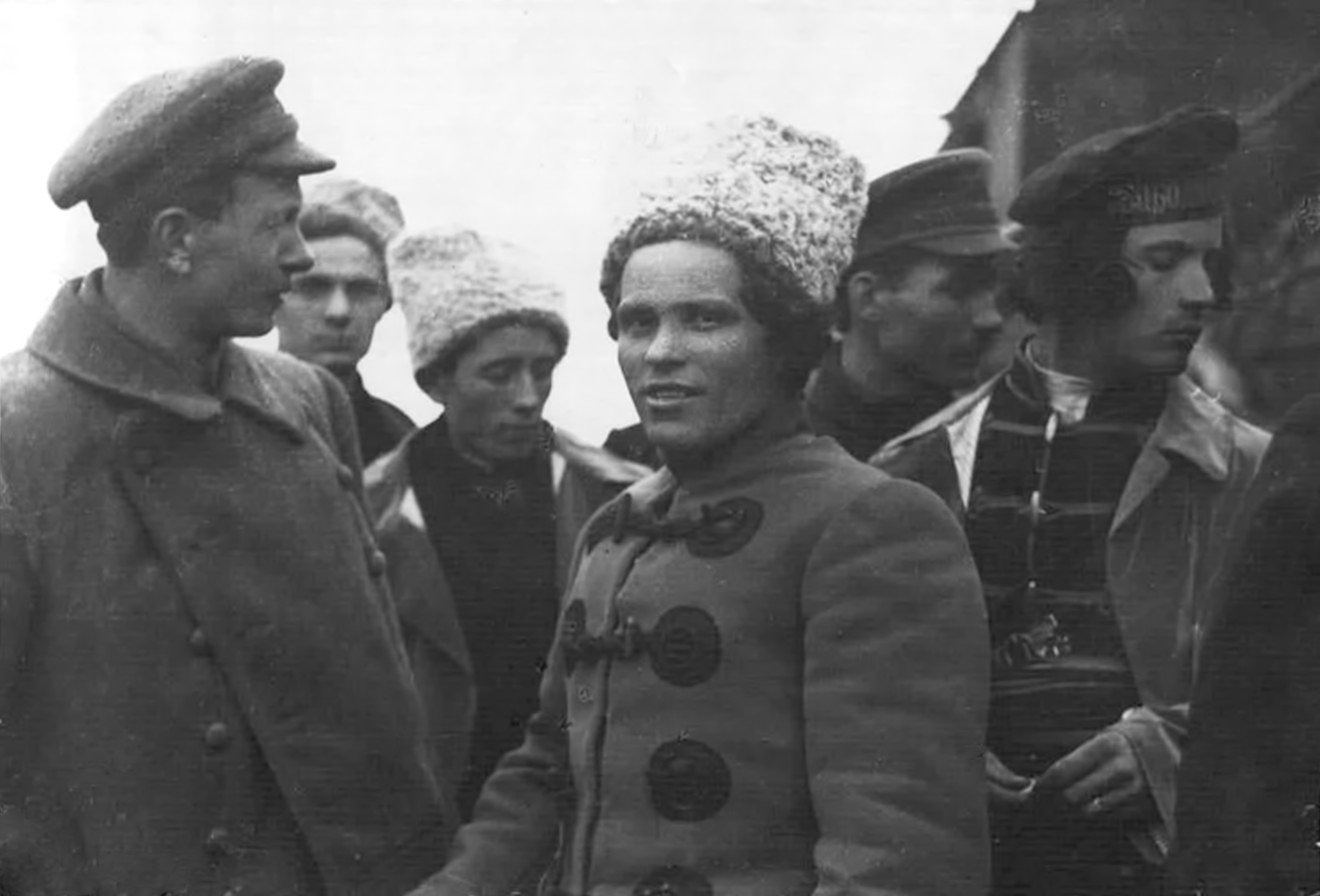
El grup de Makhnò i Fedir Xius

L'Exèrcit Negre també va lluitar contra els Blancs (els contrarevolucionaris) i els pogromistes antisemítics. A les àrees on els makhnovistes van expulsar els exèrcits d'oposició, camperols i treballadors van procurar suprimir el capitalisme i l'estat organitzant i muntant assemblees, comunes i consells lliures. La terra i les fàbriques expropiades van passar a estar sota control dels camperols i els obrers.
De tornada, Makhnò va ser empresonat pels austríacs, i va obtenir la llibertat gràcies a un jueu d'Huliàï-Pole que va aconseguir reunir una suma considerable. Ja a la seva regió, organitza amb un treball enèrgic partides de guerrillers voluntaris; l'estratègia és apuntalar una regió alliberada des de la qual estendre la resistència i alhora concretar la revolució sobre bases llibertàries. Les seves millors armes eren la temeritat i mobilitat dels seus esquadrons de cavalleria (més endavant, va organitzar la infanteria en veloços carros de dos cavalls típics de la regió) i, sobretot, la complicitat dels camperols, que l'ocultaven i no hi informaven, sense tenir en compte les represàlies i la crema dels seus llogarets. Redactava manifests sobre la revolució social, les comunes lliures i organitzava reunions contínuament.
En el cas de Makhnò, que havia rebut nombroses ferides al llarg dels anys, el 21 de març rep una bala de l'exèrcit bolxevic, a l'estómac, i a primers d'agost el fereixen set vegades, la darrera al coll. A causa de la gravetat de la ferida i tement per la seva vida, el Consell resol el seu trasllat a l'estranger per curar-lo, perquè Ucraïna ja no és segura.
| “ | Els periòdics soviètics no van trobar un espai per consagrar el líder anarquista en un article necrològic, ni tan sols una línia al peu de la seva sisena pàgina per a anunciar la seva mort… No obstant això, és una figura ben especial aquest Nèstor Makhnò i cap conspiració de silenci podrà fer oblidar el paper que el popular Batko va tenir durant la revolució russa, en particular en la lluita contra Denikin. […] El seu programa polític? Anarquista, va voler atorgar als camperols la terra, als obrers les fàbriques, amb tota propietat, i els va aconsellar organitzar-se en federacions de comunes lliures. És a dir, va veure els seus enemics en els generals blancs que volien la tornada dels grans propietaris rurals. […] Es va aliar diverses vegades amb els bolxevics, que considerava de moment com un mal menor. […] Els actes de pillatge, de terror o d'antisemitisme eren severament castigats per Makhnò i els seus companys […] i va tractar de realitzar algunes de les seves 'utopies', la supressió de les presons, l'organització de la vida comunal, les 'comunes lliures', els 'soviets d'obrers', dels quals no excloïa cap categoria social. [Sota aquest efímer estat de coses] la llibertat de premsa va ser completa, i es va permetre tant la publicació de periòdics socialistes revolucionaris de dreta i d'esquerra com d'òrgans bolxevics al costat de publicacions anarquistes. […] Està fora de dubte que la derrota de Deníkin s'explica per les insurreccions camperoles que enarboraven la bandera negra de Makhnò, més que pels èxits de l'exèrcit regular de Trotsky. Les bandes de partisans del Batko van inclinar la balança a favor dels rojos, i si Moscou vol avui dia oblidar-lo, la història imparcial ho prendrà en compte. | ” |
|   | — (Le Temps - Pierre Berland) |   |

## L'exili
El 28 d'agost, Makhnò, dins un destacament, aconsegueix trencar el setge bolxevic i creuar el Dnièster amb un nombre bastant elevat de ferits.
Primer de tot, és dut a Romania, però a causa de l'hostilitat de les autoritats se'l trasllada a Polònia. Un cop allà és arrestat, acusat de mantenir activitats antipoloneses a Ucraïna, però el jutgen i queda absolt. Es trasllada a Gdańsk, on després de ser detingut una altra vegada aconsegueix escapar a París amb l'ajuda dels grups anarquistes locals.
A París fa feina de manobre i de fuster. Esporàdicament, procurava mantenir certa activitat amb el moviment anarquista a França, però després queia en llargs períodes d'inactivitat. Va intentar escriure tot el que va succeir a Ucraïna, però tan sols va arribar al període del 1918; el seu escrit es va editar després de la seva mort en tres volums. Durant la seva estada a París, Makhnò va demanar, mitjançant escrits i converses, una major autodisciplina personal dels anarquistes i una organització capaç de dotar d'efectivitat i homogeneïtat el moviment. Sembla que va lloar, en una entrevista amb membres de la FAI, entre els quals estava Buenaventura Durruti, la capacitat organitzativa de l'anarquisme espanyol d'aquesta època.
Va morir el 25 de juliol del 1934. El van incinerar pocs dies després de la seva mort, enterraren les seves cendres al famós cementiri del Père-Lachaise a París. A l'enterrament hi van assistir centenars de persones. En aquells moments, estava casat amb Halyna Kuzmenko, amb qui tenia una filla que es deia Yelena. Després de la Segona Guerra Mundial, elles dues van ser deportades per fer treballs forçats, primer a Alemanya i després a Kíiv.